# Vladimír Ambroz
Vladimír Ambroz (* 29. června 1952, Brno) je český performer, konceptuální umělec a architekt.

## Život
Narodil se 29. června 1952 v Brně. Vystudoval Gymnázium v Mikulově (1968–1972) a Fakultu architektury VUT v Brně (1972–1978). Jako jevištní technik v letech 1974 až 1976 působil v Divadle na provázku. Uměním akce a performancemi se zabýval převážně v letech 1976 až 1981. Od poloviny 70. let navrhoval plakáty, obaly desek a jevištní podobu koncertů folkových a rockových skupin. Od roku 1978 externě spolupracoval s Československou televizí v Brně jako architekt a grafik. Současně byl od roku 1978 zaměstnán jako architekt výstavních expozic v podniku Brněnské veletrhy a výstavy, posléze u společnosti Druexpo. Do roku 1990 vytvořil výstavní expozice pro desítky subjektů a pro oficiální prezentace Československa doma i v zahraničí, šlo celkem asi o 250 expozic různého rozsahu. V roce 1989 založil Galerii Ambrosiana. Ve stejném roce založil filmu Amos, od roku 1995 přejmenovanou na AMOSDESIGN, zabývající se tvorbou architektury, interiérů nebo rekonstrukcemi architektury.

## Performance
Vladimír Ambroz v druhé polovině 70. let patřil k okruhu brněnské umělecké scény působící vně tehdejších oficiálních institucí. Jeho performance nejčastěji probíhaly v Brně a jejich část měla ráz soukromých kolektivních akcí, k nimž poskytl rámec v podobě situace či rekvizity. Další průběh pak záležel na reakci a improvizaci účastníků. Ambroz svými akcemi intuitivně rozvíjel logiku experimentálního umění šedesátých let, byly však i výrazem alternativního postoje k tehdejší oficiální realitě. Skrze mezinárodní časopis Flash Art se Ambroz dozvěděl o existenci pražských performerů Petra Štembery, Karla Milera, Jana Mlčocha a dalších. Navázal s nimi inspirativní kontakt, který přerostl do osobních přátelství a pořádání společných festivalů. Ambrozovy práce z tohoto období rozrušují hranici mezi uměním a životem a jsou otevřeny konceptuálním tendencím. Reflektují obecná civilizační témata a současně reagují na atmosféru vrcholící normalizace. V prostředí československé performance jsou unikátní důrazem na výraz fotografické dokumentace. Jejím cílem bylo nejen zaznamenat provedené akce, ale vytvořit významotvorný obraz, jehož působení se blíží postupům umělecké fotografie.

## Účast na výstavách
- 1974 Brnále, Dům pánů z Kunštátu, Brno
- 1976 Brnále, Dům pánů z Kunštátu, Brno
- 1977 Projects and Performances, Czechoslovakia/Poland, Hallwalls Gallery Buffalo, USA
- 1977 Media Practice, Ai Gallery, Tokyo, Japonsko
- 1978 VII. Bienale užité grafiky, Brno
- 1978 EDUCATIONAL TOYS AWARD Miami, USA
- 1978 Photography as Art/Art as Photography, Gesamthochschule Kassel, Fotoforum, Německo
- 1978 La post-avanguardia, Centro Experimenta, Neapol, Itálie
- 1978 Konfrontace 20, Student klub, Brno
- 1978 Vladimír Ambroz – Akce, Klub Křenová, Brno
- 1979 Strom (fotografie), Dům pánů z Kunštátu, Brno
- 1979 Miesca i chwile, Foto Medium Art, Wroclaw, Polsko
- 1979 The Correspondence Art, Ai Gallery, Tokyo, Japonsko
- 1979 The Real Space, Tokiwa Gallery, Tokyo, Japonsko
- 1980 Photography as Art/Art as Photography, Centar zu Fotografiju Film i TV, Zagreb, Jugoslávie
- 1981 II. Międzynarodowe triennale rysunku, Wroclaw, Polsko
- 1982 International Fair Arco, Madrid, Španělsko (od té doby členem)
- 1982 Arteder 82, Muestra Internacional de arte grafico, Bilbao, Španělsko
- 1983 Keramika, Klub Křenová, Brno
- 1985 International Experimental Art Exhibition, Club of Young Artists, Budapest, Maďarsko
- 1986 V čase, Galerie G 4, Cheb; Výstavní síň Fotochema, Praha
- 1986 Tělo v československé fotografii 1900–1986, Muzeum Kroměřížska, Kroměříž
- 1986 XII. Bienale užité grafiky Brno
- 1987 Užité umění Mánes, Praha
- 1987 Art of Today II., International Exhibition 1987, Budapest Gallery, Maďarsko
- 1987 IV. Bienále mladých, Dům umění, Brno
- 1987 Divadlo v pohybu III, Divadlo Na Provázku, Brno
- 1988 Otwarcia/Zamknięcia, On/Over, Muzeum Narodowe w Warszawie, Warszawa, Polsko
- 1990 Cesty k postmoderně, UPM, Praha
- 1990 Le demontage, Rennes, Francie
- 1991 Umění akce, Mánes, Praha
- 1996–1997 Umění zastaveného času, České muzeum výtvarných umění, Praha; Moravská galerie, Brno; Galerie výtvarného umění, Cheb
- 1992–2003 Minisalon, různé instituce a místa (New York, Paříž, Jakarta, Brusel, Praha a další)
- 2008 Vladimir Ambroz archiv, Barbora Klímová, Czech Centre, New York, USA
- 2013 Navzájem, společenství 70. a 80 let, Tranzitdisplay, Praha; Dům umění města Brna, Brno
- 2017 Fait Gallery
- 2018 Vladimír Ambroz, GHMP, dům Fotografie

## Vybraná bibliografie
- 1976 Flash Art No. 66-67 (July/August), 1976, Itálie
- 1978 Bijutsu Techo Monthly Art Magazin, Japonsko
- 1978 Antonio Ferro, La post-avanguardia, Museo del Sannio, Benevento
- 1981 Opus Musicum 8
- 1984 Kresby pro ročník časopisu Opus Musicum
- 1987 Československá fotografie, březen
- 1987 Scéna, Divadlo v pohybu
- 1989 Atelier /10
- 1990 Tvorba 19
- 1996 Pavlína Morganová, Akční umění 60. a 70. let, Votobia, Olomouc
- 2006 Barbora Klímová, Replaced, vlastní náklad, Brno
- 2013 Barbora Klímová, Navzájem, trazit.cz, Praha, FaVU, Brno
- 2014 Pavlína Morganová, Czech Action Art, Karolinum, Praha
- 2017 Vladimír Ambroz, akce/ actions, BIG BOSS
- 2018 Týdeník ECHO, rozhovor v č. 15
- 2018 Fisheye Francie č. 29
- 2018 Art and Antique č. 03, rozhovor

## Kniha a výstava
Činnost Vladimíra Ambroze na poli performance v roce 2017 shrnula kniha s názvem Akce. V roce 2018 se v Domě fotografie Galerie hlavního města Prahy uskutečnila jeho přehledová výstava.

## Externí odkazy

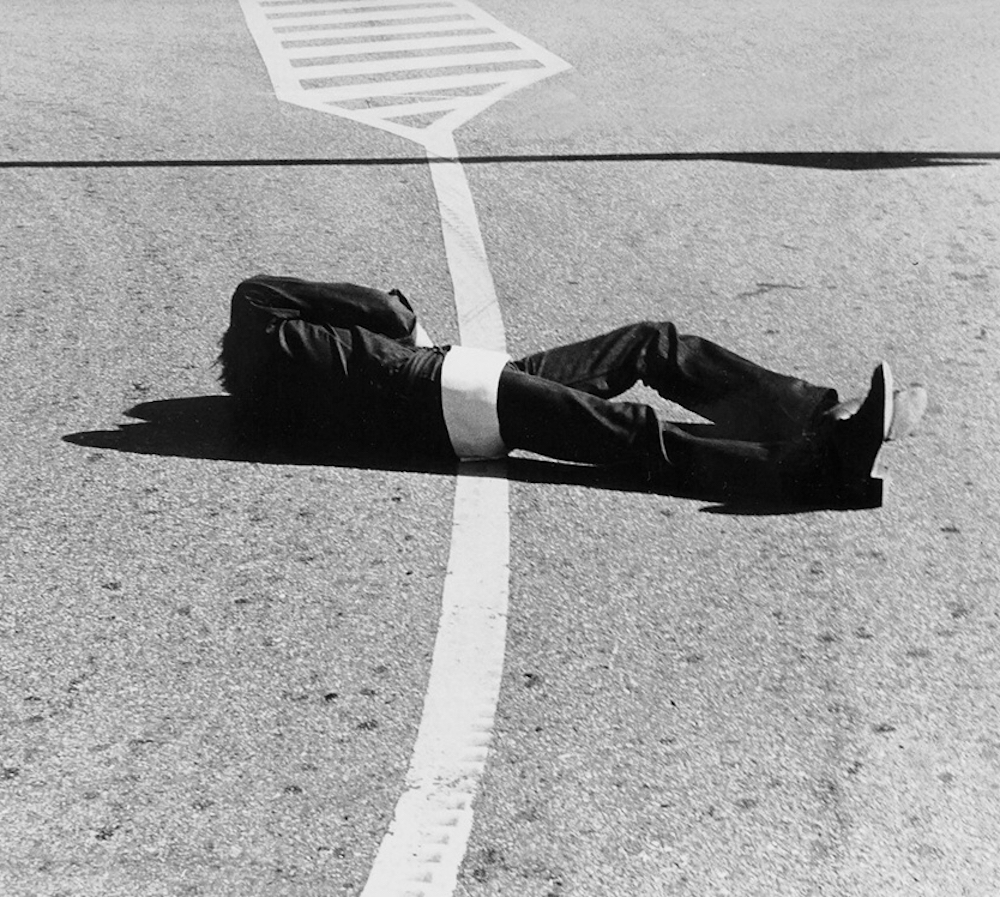
Vladimír Ambroz: Highway (1978)

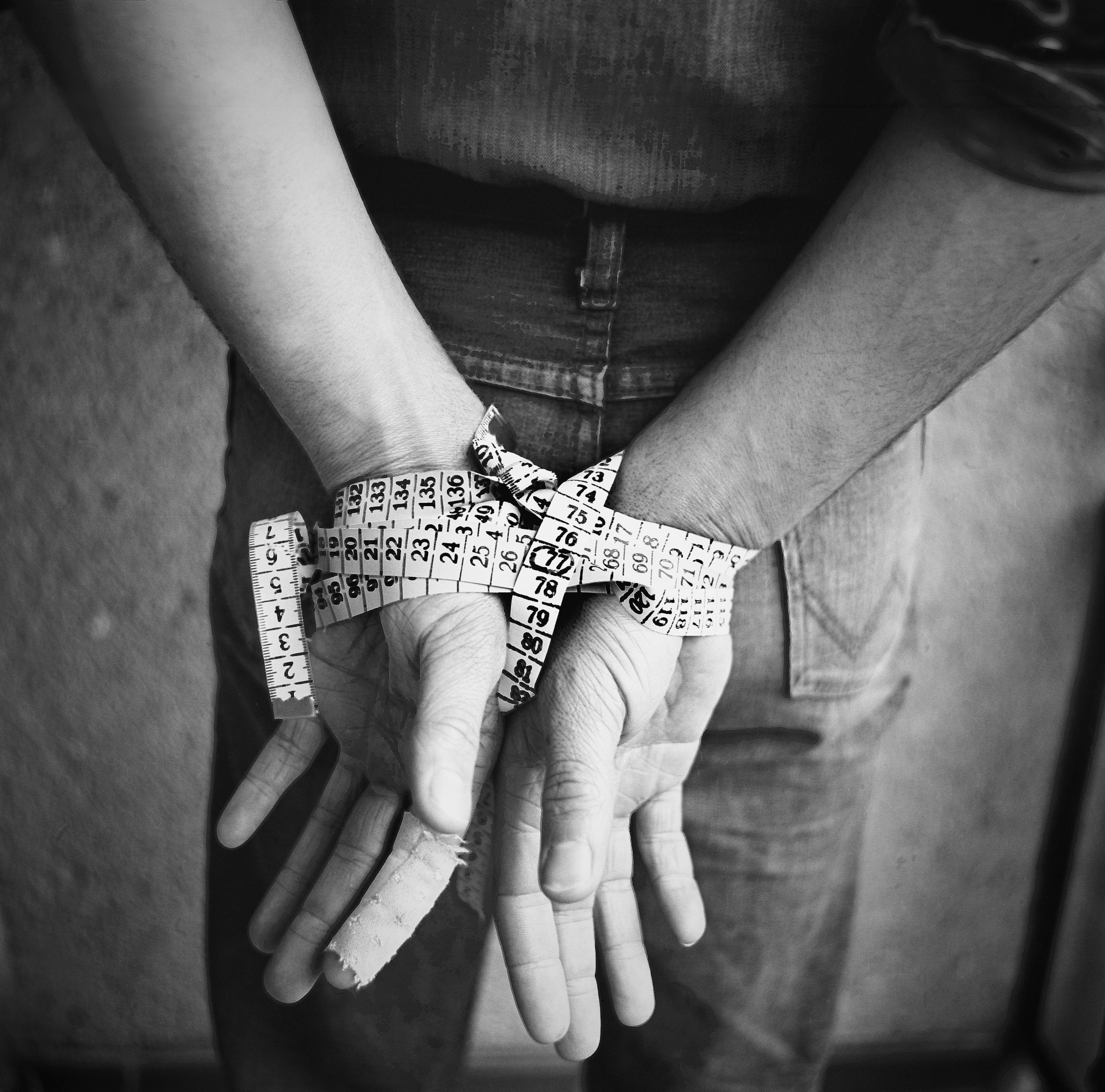
Vladimír Ambroz: PF (1977)

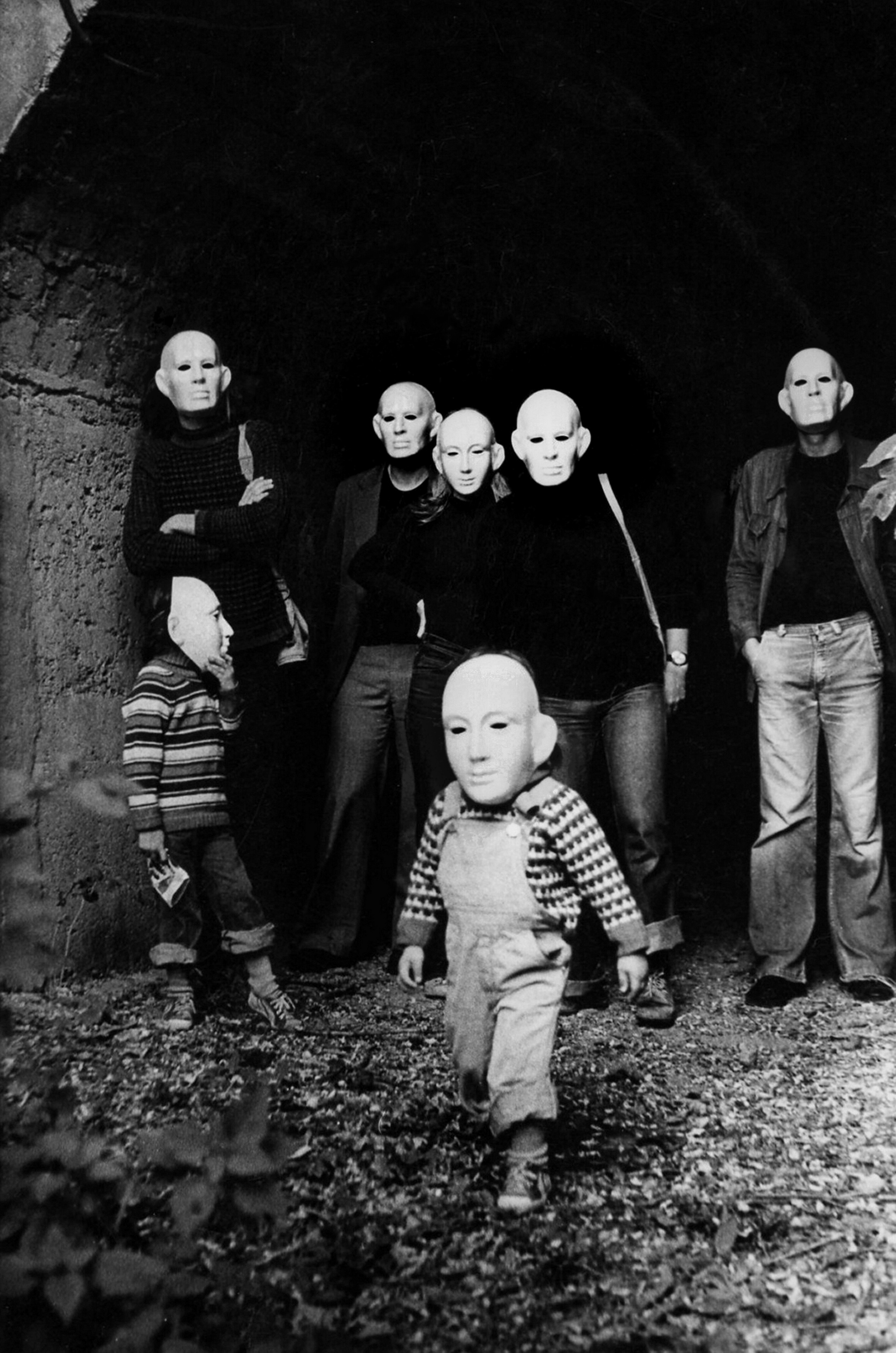
Vladimír Ambroz: Plastic people (1976)

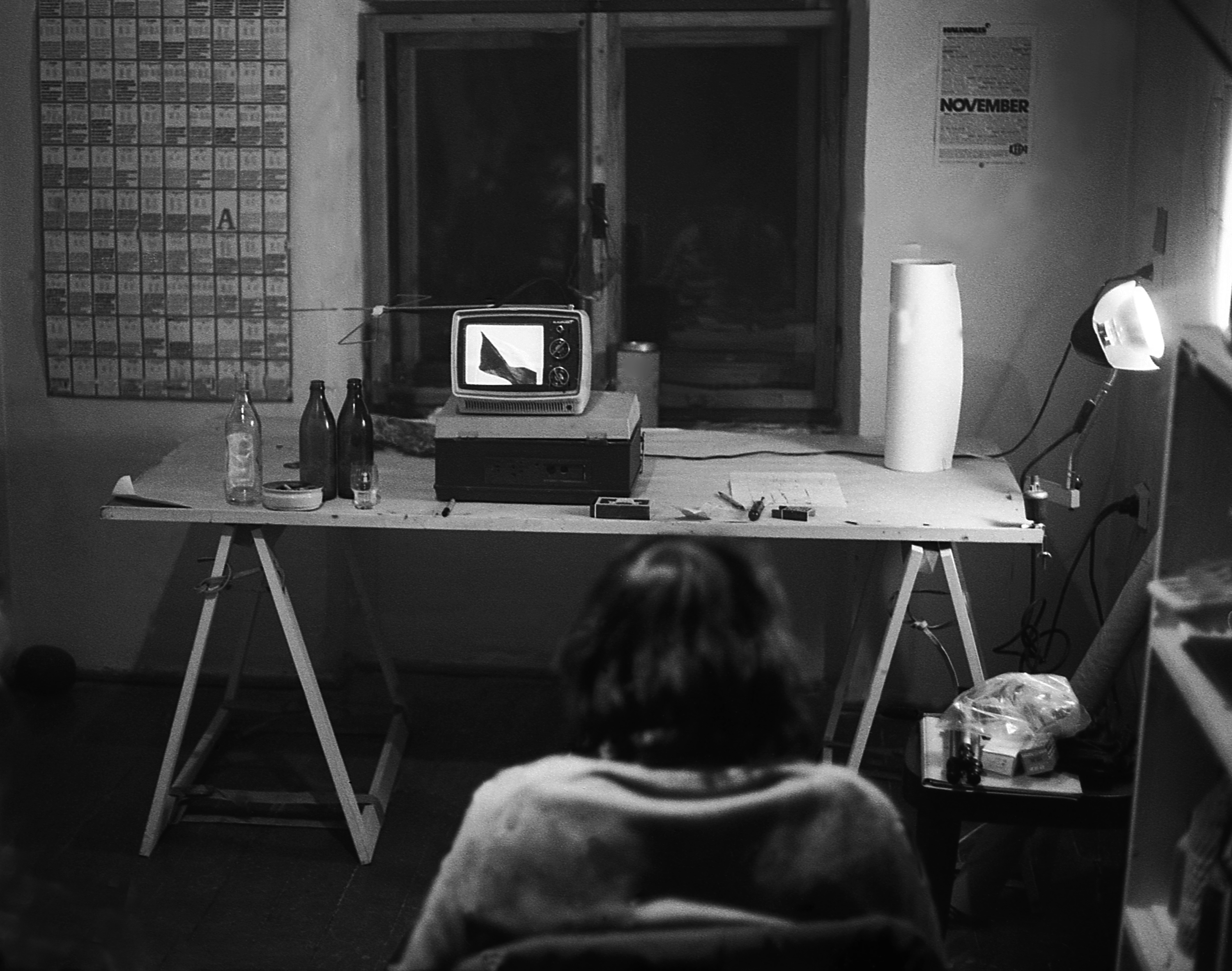
Vladimír Ambroz: TV piece (1981)